# Eks-Štefi
Eks-Štefi je bio jedini skvot, autonomni centar u Karlsrueu (Nemačka), koji se nalazio pored glavne železničke stanice.
Istorija skvota Štefi počinje još 1990. sa zauzimanjem prostora u centru Karlsruha. Do 1997. autonomni centar je bio smešten u Štefanien ulici (Stephanienstrasse) i zvao se Štefi (Steffi). Posle iseljenja starog prostora, „štefijaneri“ su se preselili u prostor pored glavne železničke stanice u prostorije nekadašnje železničarske menze, a naziv skvota su promenili u eks-Štefi.
Posle naloga za iseljenje, pred sudom su se izborili za odlaganje do 1. februara 2006. a sa gradom je sklopljen ugovor da će ih ostaviti na miru do tada ali da plaćaju kiriju. 
U prostoru je obično živelo oko 20 mladih ljudi, a plaćali su kiriju 3.000 evra mesečno. Kuća je služila kao socijalni centar, gde su održavane žurke, svirke, projekcije filmova, politička dešavanja i omladinski kafe. Sva dešavanja su bila nekomercijalna i za ljude koji nemaju finansijskih sredstava. Oko 20.000 ljudi godišnje je učestvovalo u kulturnom životu skvota.
Kada je ugovor istekao, posle 1. februara 2006. je kuća ponovo okupirana, a grad je tražio da se iseli. 30. marta je došao dan iseljenja, a 50-ak ljudi se protivilo tome, na barikadama. Iseljenje taj dan nije uspelo, pa je par dana kasnije, 6. aprila, došla policija sa vodenim topovima i preko krova ušla u kuću. Kuća je iseljena i i srušena ubrzo posle toga.

## Spoljašnje veze
- Sajt eks-Štefi Архивирано на веб-сајту  (17. новембар 2006) (na nemačkom)
- Stranica eks-Štefi na karlsruškoj viki (sa slikama)